# Olympische Sommerspiele 1972/Schwimmen – 200 m Lagen (Männer)
Der Schwimmwettkampf über 200 Meter Lagen der Männer bei den Olympischen Spielen 1972 in München wurde am 3. September ausgetragen.

## Ergebnisse

### Vorläufe
Die acht zeitschnellsten Schwimmer der sieben Vorläufe qualifizierten sich für das Finale.

#### Vorlauf 1
| Rang | Athlet                  | Nation         | Zeit (min) | Anm. |
| ---- | ----------------------- | -------------- | ---------- | ---- |
| 1    | Wolfram Sperling        | DDR            | 2:12,87    |      |
| 2    | Thomas Aretz            | BR Deutschland | 2:13,19    |      |
| 3    | Bertram Türpe           | DDR            | 2:16,54    |      |
| 4    | Hsu Tung-hsiung         | Republik China | 2:18,34    |      |
| 5    | José Joaquín Santibáñez | Mexiko         | 2:19,47    |      |
| 6    | Amin Ahmed Adel Youssef | Ägypten        | 2:24,61    |      |

#### Vorlauf 2
| Rang | Athlet             | Nation     | Zeit (min) | Anm. |
| ---- | ------------------ | ---------- | ---------- | ---- |
| 1    | András Hargitay    | Ungarn     | 2:10,88    | Q    |
| 2    | Bruce Featherston  | Australien | 2:15,18    |      |
| 3    | Clay Evans         | Kanada     | 2:15,19    |      |
| 4    | David Brumwell     | Kanada     | 2:16,84    |      |
| 5    | Gudmunður Gíslason | Island     | 2:20,00    |      |
| 6    | James Findlay      | Australien | 2:20,08    |      |
| 7    | Ronnie Wong        | Hongkong   | 2:34,82    |      |

#### Vorlauf 3
| Rang | Athlet          | Nation         | Zeit (min) | Anm. |
| ---- | --------------- | -------------- | ---------- | ---- |
| 1    | Gunnar Larsson  | Schweden       | 2:09,70    | Q    |
| 2    | Klaus Steinbach | BR Deutschland | 2:13,84    |      |
| 3    | Doug Jamison    | Kanada         | 2:17,71    |      |
| 4    | Antônio Azevedo | Brasilien      | 2:19,41    |      |
| 5    | Marian Slavic   | Rumänien       | 2:19,98    |      |
| 6    | Roy Chan        | Singapur       | 2:24,43    |      |
| 7    | Barry Prime     | Großbritannien | 2:18,84    | DSQ  |

#### Vorlauf 4
| Rang | Athlet                 | Nation             | Zeit (min) | Anm. |
| ---- | ---------------------- | ------------------ | ---------- | ---- |
| 1    | Tim McKee              | Vereinigte Staaten | 2:10,44    | Q    |
| 2    | Juan Carlos Bello      | Peru               | 2:11,70    | Q    |
| 3    | David Wilkie           | Großbritannien     | 2:13,25    |      |
| 4    | John McConnochie       | Neuseeland         | 2:15,04    |      |
| 5    | Andreas Weber          | BR Deutschland     | 2:16,17    |      |
| 6    | Neil Martin            | Australien         | 2:16,24    |      |
| 7    | François van Kruisdijk | Niederlande        | 2:17,14    |      |

#### Vorlauf 5
| Rang | Athlet            | Nation             | Zeit (min) | Anm. |
| ---- | ----------------- | ------------------ | ---------- | ---- |
| 1    | Steve Furniss     | Vereinigte Staaten | 2:09,97    | Q    |
| 2    | Hans Ljungberg    | Schweden           | 2:12,46    | Q    |
| 3    | Walentyn Partyka  | Sowjetunion        | 2:13,24    |      |
| 4    | Ricardo Marmolejo | Mexiko             | 2:15,82    |      |
| 5    | Zbigniew Pacelt   | Polen              | 2:17,35    |      |
| 6    | Bruno Bassoul     | Libanon            | 2:27,78    |      |
| 7    | Chiang Jin Choon  | Malaysia           | 2:32,67    |      |

#### Vorlauf 6
| Rang | Athlet              | Nation             | Zeit (min) | Anm. |
| ---- | ------------------- | ------------------ | ---------- | ---- |
| 1    | Gary Hall senior    | Vereinigte Staaten | 2:09,85    | Q    |
| 2    | Michail Sucharew    | Sowjetunion        | 2:11,91    | Q    |
| 3    | Christian Lietzmann | DDR                | 2:13,42    |      |
| 4    | Jiro Sasaki         | Japan              | 2:16,56    |      |
| 5    | Jairulla Jaitulla   | Philippinen        | 2:17,23    |      |
| 6    | Lorenzo Marugo      | Italien            | 2:19,00    |      |

### Finale
| Rang | Athlet            | Nation             | Zeit (min) | Anm. |
| ---- | ----------------- | ------------------ | ---------- | ---- |
| 1    | Gunnar Larsson    | Schweden           | 2:07,17    | WR   |
| 2    | Tim McKee         | Vereinigte Staaten | 2:08,37    |      |
| 3    | Steve Furniss     | Vereinigte Staaten | 2:08,45    |      |
| 4    | Gary Hall senior  | Vereinigte Staaten | 2:08,49    |      |
| 5    | András Hargitay   | Ungarn             | 2:09,66    |      |
| 6    | Michail Sucharew  | Sowjetunion        | 2:11,78    |      |
| 7    | Juan Carlos Bello | Peru               | 2:11,87    |      |
| 8    | Hans Ljungberg    | Schweden           | 2:13,56    |      |